# Komische Kunst
Komische Kunst ist ein Überbegriff für bildkünstlerische Arbeiten, die der Komik-Erzeugung dienen; also den Rezipienten zum Lachen bringen.
Zur Komischen Kunst werden Werke der Karikatur, des Cartoons, des Bildwitzes, der Illustration, des Comics und Comic Strips, der Grafik, Malerei und (in Ausnahmefällen) der Plastik gerechnet. Zur Plastik gehören beispielsweise F. K. Waechters Baumobjekte aus der Reihe Komische Kunst im Frankfurter Grüngürtel, die seit 2005 entlang des Grüngürtel-Rundwanderweges in Frankfurt am Main gezeigt werden.
Werke der Komischen Kunst werden von einem Einfall oder einer Grundidee getragen, die das Dargestellte gegen die Alltagsrealität verschiebt und dadurch Verblüffung bzw. Gelächter erzeugt. Am häufigsten geschieht dies durch die Pointe des „klassischen“ Ein-Bild-Witzes.
Zur bildkünstlerischen Komponente kommen häufig ergänzende Textelemente hinzu (vor allem im Comic), die erzählende oder erläuternde Funktion haben, und dem Dargestellten eine zweite Dimension geben. Dies kann oft schon durch den Titel des Werks geschehen, der Dargestelltes und Bezeichnung in einen komischen Kontrast setzt.
Inoffizielles „Markenzeichen“ der Komischen Kunst ist die Cartoon-Figur Sondermann (von Bernd Pfarr). Auf der Frankfurter Buchmesse wird jedes Jahr ein gleichnamiger Comicpreis verliehen. Seit 2005 existiert auch ein Bernd-Pfarr-Sondermann für komische Kunst.
Publikation und Rezeption findet Komische Kunst vor allem in deutschen Satire- und Humorzeitschriften (Titanic, pardon, Eulenspiegel, Mad) und in Form von Buchillustrationen.

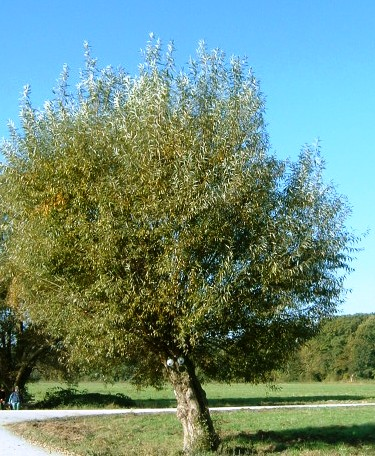
Struwwelpeter – eine „Augenweide“ von F. K. Waechter in den Schwanheimer Wiesen

## Historie und Rezeption
Komische Kunst hat eine lange Tradition: Sie beginnt mit den ersten Karikaturen, die auf altägyptischen Papyri, griechischen Vasen oder an Wänden im alten Rom gefunden wurden, setzt sich über tendenziöse Illustrationen des Mittelalters fort, erfindet neue Darstellungsformen (beispielsweise durch Rodolphe Töpffers Comics) und läuft in der Neuzeit in einem weitverzweigten Netz aus verschiedenen Stilen, Materialien, Kunstschaffenden und nicht zuletzt Publikations- und Ausstellungsforen aus. Das komische Schaffen in Deutschland wurde in den letzten 50 Jahren vor allem durch die Neue Frankfurter Schule geprägt.
Der Komischen Kunst wird in der öffentlichen Aufmerksamkeit noch nicht die gleiche Wertschätzung entgegengebracht wie ihren „ernsten“ Verwandten, obwohl die künstlerischen Fähigkeiten komischer Künstler denen ihrer Kollegen in der Regel nicht nachstehen. Dabei finden sich auch (und gerade) bei den Vertretern der traditionellen Bildenden Künste Ansätze ironischer und/oder komischer Lesarten – so bei Jörg Immendorff, Dieter Roth, Martin Kippenberger, Jonathan Meese oder Erwin Wurm –, die aber oft nicht explizit genannt und ausgeführt werden oder nur einen geringen Bestandteil des Gesamtwerks ausmachen.
Komische Kunst wird oft im Zusammenhang mit dem (problematischen) Begriff der Hochkomik genannt, mit dem sich Komikschaffende aus dem Kreis der Neuen Frankfurter Schule durch die Qualität ihrer Arbeiten und die Wahl beziehungsweise die Umsetzung ihrer Themen von einer vermeintlich „breiteren“, massenkompatiblen Unterhaltungsware absetzen wollten.

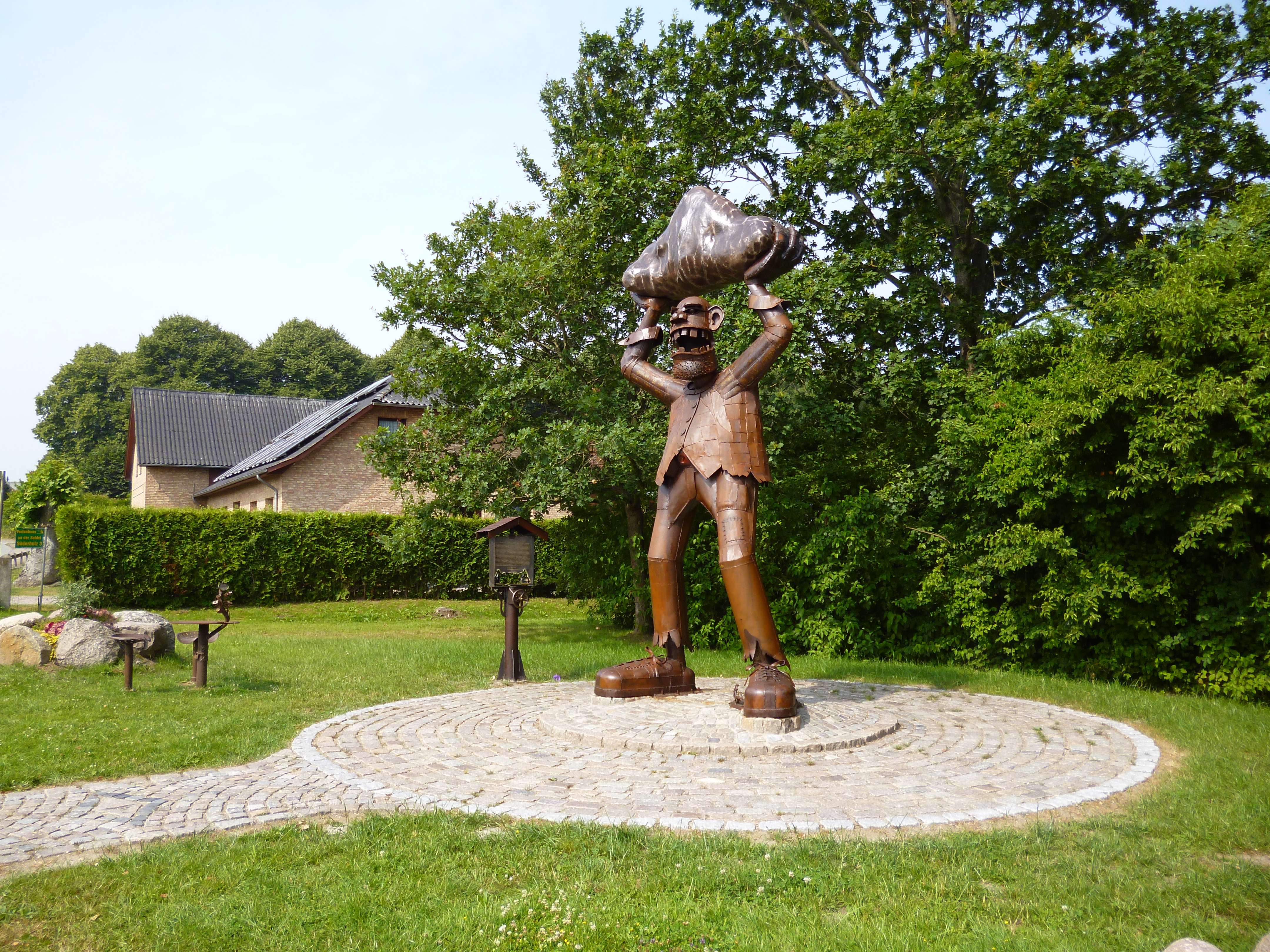
Der Riese von Ulsnis von Andi Feldmann

## Ausstellungen
Heute gibt es verschiedene museale Einrichtungen, die Komische Kunst zeigen: Der Verein Caricatura organisiert Ausstellungen in Kassel und im Museum für Komische Kunst in Frankfurt am Main. Weitere Ausstellungen gibt es im Cartoonmuseum Basel, im Wilhelm-Busch-Museum in Hannover (Deutsches Museum für Karikatur und kritische Grafik), im Kabinett für Wort und Bild in Wien, im Karikaturmuseum Krems und am Internationalen Cartoon Festival Langnau, Triennale der komischen Kunst im Emmental.
2006 erwarb die Stadt Frankfurt am Main 7.000 Originalzeichnungen von F. W. Bernstein, Robert Gernhardt, Hans Traxler und Chlodwig Poth. Mit der Gründung eines eigenständigen Museums für Komische Kunst 2008 wurde ein Schritt zur breiten Rezeption und Nobilitierung der Komischen Kunst getan.

## Künstler (Auswahl)
F. W. Bernstein, Eugen Egner, Robert Gernhardt, Greser & Lenz, Gerhard Glück, Gerhard Haderer, Rudi Hurzlmeier, Manfred Deix, Ernst Kahl, Sebastian Krüger, Til Mette, Michael Sowa, Chlodwig Poth, Nicolas Mahler, Leo Leowald, F. K. Waechter, Jamiri, Bernd Pfarr